# Proceedings of the Academy of Natural Sciences of Philadelphia
Proceedings of the Academy of Natural Sciences of Philadelphia (abreviado Proc. Acad. Nat. Sci. Philadelphia) es una revista con descripciones botánicas que es editada por la Academia de Ciencias Naturales de Filadelfia en Estados Unidos. Se publica desde 1841.